# هاریش
هاریش (به هلندی: Harich) یک منطقهٔ مسکونی در هلند است که در Gaasterlân-Sleat واقع شده‌است. هاریش ۴۷۰ نفر جمعیت دارد.